# Eurycypris
Eurycypris är ett släkte av kräftdjur. Eurycypris ingår i familjen Cyprididae.
Kladogram enligt Catalogue of Life:
| Eurycypris | \| \| Eurycypris latissima \| \| \| \| \| \| Eurycypris pubera \| \| \| \| |
|            | \| \| Eurycypris latissima \| \| \| \| \| \| Eurycypris pubera \| \| \| \| |
|            | Eurycypris latissima                                                       |
|            |                                                                            |
|            | Eurycypris pubera                                                          |
|            |                                                                            |